# Mariscal del Sejm
El Mariscal del Sejm también llamado Presidente del Sejm o Portavoz del Sejm (en polaco: Marszałek Sejmu, marˈʂawɛk ˈsɛjmu) es el portavoz y presidente del Sejm, la cámara baja del parlamento polaco. La institución traza sus orígenes en el siglo XV. En la actual república de Polonia, el título completo es Mariscal del Sejm de la República de Polonia (Marszałek Sejmu Rzeczypospolitej Polskiej).

## Historia
Durante la mancomunidad polaco-lituana existió un cargo de Mariscal del Sejm.
En el Reino de Galitzia y Lodomeria de 1861, el presidente del Sejm Provincial de Galitzia con sede en Leópolis tenía el título de marszałek krajowy (mariscal provincial). El Reino de Polonia, de 1916 a 1918, utilizó el título Marszałek Rady Stanu (Mariscal del Consejo Estatal).
En la Segunda República polaca (1918-1939), los diputados  eligieron uno de ellos como Mariscal del Sejm por legislatura del Sejm. Hasta que 1935 (cuándo fue sucedido por el Mariscal del Senado), el Mariscal o Presidente del Sejm sustituía al Presidente de Polonia en caso de ausencia o incapacidad como Presidente Suplente de la República de Polonia.

## Mariscales del Sejm en la actualidad
Hoy el Mariscal del Sejm es el presidente del Presidium del Sejm (Prezydium Sejmu) y del Consejo de Mayores (Konwent Seniorów). El mariscal supervisa el trabajo del Sejm, las sesiones procesales del este y de dichas instituciones. Nombra el Jefe de cada Cámara (del Sejm y del Senat), y desde 1989 actúa como sustituto del Presidente de Polonia en caso de estar este vacante o incapaz.
Su segundo es el Mariscal Adjunto del Sejm de la República de Polonia.